# Nordhofen
Nordhofen – gmina w Niemczech, w kraju związkowym Nadrenia-Palatynat, w powiecie Westerwald, wchodzi w skład gminy związkowej Selters (Westerwald).
Po raz pierwszy wzmiankowana w XIII wieku. W 1357 otrzymała prawa miejskie, przeniesione w 1653 na miasto Neuwied. W miejscowości znajduje się kościół farny św. Walburgi (St. Walburga) i dom Marcina Lutra.